# Liste der Kulturdenkmäler in Brockscheid
In der Liste der Kulturdenkmäler in Brockscheid sind alle Kulturdenkmäler der rheinland-pfälzischen Ortsgemeinde Brockscheid aufgeführt. Grundlage ist die Denkmalliste des Landes Rheinland-Pfalz (Stand: 17. Juli 2023).

## Denkmalzonen
| Bezeichnung                   | Lage                                        | Baujahr  | Beschreibung                                                                                                 | Bild |
| ----------------------------- | ------------------------------------------- | -------- | --- | ---- |
| Denkmalzone Burg Freudenstein | westlich des Ortes oberhalb der Lieser Lage | vor 1300 | Mauerreste der mittelalterlichen, wohl schon in der ersten Hälfte des 14. Jahrhunderts zerstörten Burganlage | BW   |

## Einzeldenkmäler
| Bezeichnung                        | Lage                  | Baujahr | Beschreibung | Bild                           |
| ---------------------------------- | --------------------- | ------- | --- | ------------------------------ |
| Katholische Pfarrkirche St. Ursula | Am Kirchplatz 5 Lage  |         | mittelalterlicher Chorturm, im 18. Jahrhundert erhöht, Zeltdach von 1843; auf dem Friedhof: Schaftkreuz, Sandstein, 18. Jahrhundert | weitere Bilder Fotos hochladen |
| Quereinhaus                        | Glockenstraße 39 Lage | 1816    | stattliches Quereinhaus, angeblich bezeichnet 1816                                                                                  | Fotos hochladen                |